# Xã Center, Quận Saunders, Nebraska
Xã Center (tiếng Anh: Center Township) là một xã thuộc quận Saunders, tiểu bang Nebraska, Hoa Kỳ. Năm 2010, dân số của xã này là 628 người.